# Acrocercops castellata
Acrocercops castellata là một loài bướm đêm thuộc họ Gracillariidae. Loài này có ở Sri Lanka. Nó được miêu tả bởi E. Meyrick năm 1908.